# Chiesa di Santa Maria Addolorata (Castelli Calepio)
La chiesa di Santa Maria Addolorata è il principale luogo di culto cattolico di Cividino frazione di Castelli Calepio in provincia e diocesi di Bergamo; fa parte del vicariato di Calepio-Telgate.

## Storia
La chiesa dedicata alla Madonna Addolorata era un piccolo oratorio quando fu visitato da san Carlo Borromeo arcivescovo di Milano nel 1575 e indicato come sussidiario della chiesa parrocchiale di San Pietro di Tagliuno.
Il 20 marzo 1901 la chiesa fu smembrata da quella di San Pietro, ottenendo l'autonomia di parrocchiale con decreto del vescovo di Bergamo Gaetano Camillo Guindani che ne mantenne l'antica intitolazione alla Madonna Addolorata.

Ritenendo che la chiesa non rispondeva più alle esigenze dei fedeli, che erano in numero sempre maggiore, fu decisa dalla fabbriceria la costruzione di un nuovo edificio di culto. Il progetto fu realizzato da Alberto Cancelli su uno precedente di Elia Fornoni. La nuova costruzione fu iniziata nel 1920 con la benedizione e posa della prima pietra il 7 marzo.
Nel 1932 l'edificio era stato ultimato e il 19 aprile venne consacrato dal vescovo di Bergamo Luigi Maria Marelli con l'intitolazione alla Vergine Addolorata.

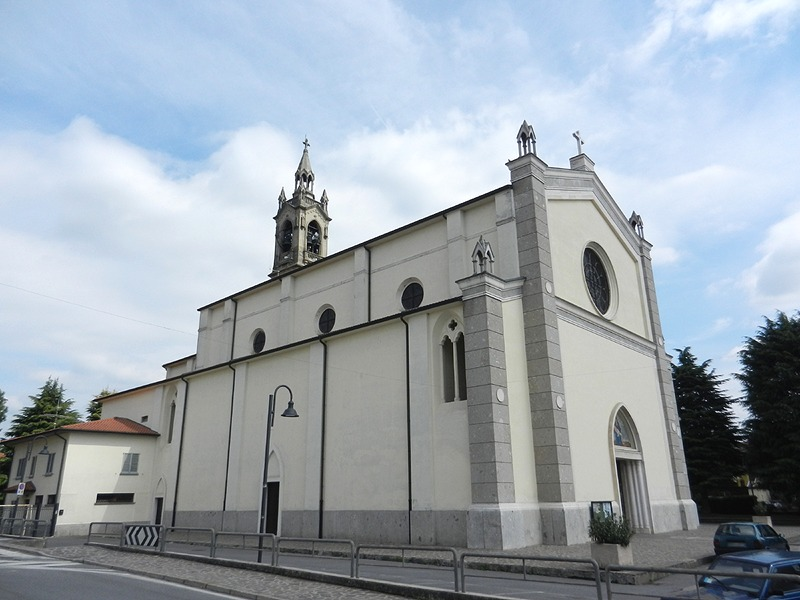
Chiesa di Santa Maria Addolorata-lato a sud

Nuovi decori della chiesa furono realizzati nel 1938 e nella seconda metà del XX secolo furono eseguite opere di ristrutturazione e mantenimento con la formazione della nuova facciata in marmo. Successivamente venne realizzato il mosaico sulla lunetta posta sopra l'ingresso principale. Negli ultimi anni del Novecento la chiesa subì gravi danni a causa di un incendio che obbligò a lavori di restauro.
Il 27 maggio 1979 con decreto del vescovo di Bergamo Giulio Oggioni la chiesa fu inserita nel vicariato foraneo di Calepio-Telgate.

## Descrizione

### Esterno
L'edificio di culto è preceduto da un ampio sagrato adibito a parcheggio asfaltato con una striscia rialzata in bolognini di porfido in prossimità delle facciate. La facciata a salienti è tripartita da lesene in ceppo di Poltragno che raggiungono il cornicione che definisce il tetto a capanna, e con alta zoccolatura, con piccole edicole in stile neogotico, poste sulla sommità. La sezione centrale di misure maggiore e leggermente avanzata rispetto a quelle laterali, ha nella parte centrale il portale con contorno a fasce di colonne strette che reggono l'architrave completo di arco a sesto acuto dove è posto il mosaico raffigurante la Pietà. Nella parte superiore si apre un grande rosone atto a illuminare l'aula. Le sezioni laterali sono di misura molto inferiore e anticipano le cappelle e gli sfondati laterali.

### Interno
L'interno a pianta rettangola e a unica navata è diviso da lesene in cinque campate con archi sfondati addossati alle pareti. Le lesene sono complete di zoccolatura e terminano con capitello che reggono la volta a crociera.
Nella prima campata a sinistra vi è il fonte battesimale mentre corrispondente nella parte destra un altare devozionale, entrambi i lati hanno una finestra bifora con colonnina che regge gli archi a sesto acuto. La seconda è dedicata alla zona penitenziale con i confessionali lignei. La terza campata è dedicata agli ingressi laterali così come la quinta, mentre la quarta presenta l'altare dedicato al Sacro Cuore a sinistra e corrispondente a destra quello della Madonna. Tre aperture circolari per lato, sono poste nella parte superiore e danno luce all'aula.
La zona presbiteriale con volta a sesto acuto, è preceduto dall'arco trionfale e tre gradini e terminante con il coro absidato a pianta semiottagonale con copertura da catino.